# Fabiana Luperini
Fabiana Luperini, née le 14 juillet 1974 à Pontedera, en Toscane, est une cycliste italienne. Elle est l'une des meilleures coureuses dans les années 1990 et 2000.
Professionnelle durant 20 saisons entre 1993 et 2014, elle se spécialise dans sa carrière sur les courses par étapes. Luperini remporte le Tour d'Italie féminin à cinq reprises (record), avec quatre victoires consécutives entre 1995 et 1998 et une cinquième dix ans plus tard, en 2008. Elle gagne également la Grande Boucle Féminine trois fois consécutivement entre 1995 et 1997. En 1998, elle s'adjuge le Tour de l'Aude, une autre grande course par étapes. Elle compte également cinq victoires sur des classiques de la Coupe du monde : la Flèche wallonne (1998, 2001 et 2002), la Coupe du monde de Montréal (2007) et le Grand Prix de Plouay (2008).
Elle est surnommée « Pantanina » en hommage à Marco Pantani pour ses capacités de grimpeuse.

## Biographie
Fabiana Luperini pratique le cyclisme en compétition depuis 1981. Dans les catégories de jeunes, elle remporte plus de 200 victoires. Entre huit et treize ans, elle remporte régulièrement des courses face aux garçons.
En 1991, elle termine troisième de la course en ligne des juniors (moins de 19 ans) aux championnats du monde sur route. Deux ans plus tard, elle obtient de nouveau la médaille de bronze aux mondiaux du contre-la-montre par équipes. L'équipe italienne termine à seulement deux secondes des États-Unis et à plus de trois minutes de l'équipe russe victorieuse.
Sa véritable percée a lieu en 1995 lorsqu'elle remporte le Tour d'Italie, la La Grande Boucle Féminine Internationale  et le Tour du Trentin grâce à ses qualités de grimpeuses. En 1996, elle remporte à nouveau les trois courses par étapes et devient championne d'Italie sur route. Au Tour d'Italie de la même année, elle remporte cinq des treize étapes ainsi que le classement de la montagne. En 1997, elle remporte à nouveau les deux grands tours et termine deuxième du Tour du Trentin. En 1998, outre trois étapes, le classement général et de la montagne du Tour d'Italie, elle remporte également la Flèche wallonne et le Tour de l'Aude, une course par étapes française réputée. En 1994, elle gagne pour la première fois le Trofeo Alfredo Binda-Comune di Cittiglio, une classique italienne, qu'elle remporte à nouveau en 2000. Elle a remporté cinq fois le Tour d'Italie et détient ainsi le record de victoires. Elle compte également trois succès sur La Grande Boucle Féminine Internationale et quatre titres de championne d'Italie sur route.
Le 15 janvier 2000, elle est suspendue par la Fédération italienne de cyclisme pendant huit mois pour avoir utilisée de la nandrolone, un stéroïde anabolisant. Elle est contrôlée positive le 2 octobre 1999 lors d'une séance d'entraînement avec la sélection nationale.
En 2008, à 34 ans, Luperini connaît une nouvelle grande année. Sur la Coupe du Monde Cycliste Féminine de Montréal, elle part en échappée avec Judith Arndt et quatre autres coureuses. Dans la dernière ascension, l'Allemande accélère et distance les autres concurrentes à l'exception de l'Italienne qu'elle bat au sprint. Au Grand Prix de Plouay, à mi-course, un groupe de favorites s'extrait du peloton. Il est composé de huit coureuses en tête : Noemi Cantele, Judith Arndt, Luise Keller, Edita Pučinskaitė, Fabiana Luperini, Karine Gautard et Mirjam Melchers-Van Poppel. L'équipe Cervélo Lifeforce Pro réagit derrière et mène la poursuite. Avant la jonction, dans le quatrième tour, Luise Keller s'échappe avec Fabiana Luperini. Dans la dernière ascension, Luise Keller tente bien de distancer l'Italienne mais sans succès. L'Allemande lance le sprint, mais l'Italienne la remonte et s'impose,. Luperini remporte son quatrième titre national, le Tour du Trentin pour la cinquième fois et le Tour d'Italie pour la cinquième fois, dix ans après sa dernière victoire. 
Après une saison 2010 loin du professionnalisme et consacrée au gran fondo, elle fait son retour dans le peloton en 2011 au sein de l'équipe MCipollini-Giambenini. L'année suivante, elle rejoint l'équipe Faren-Honda et termine notamment le Tour d'Italie à la quatrième place.
En 2013, au soir de la sixième étape du Tour d'Italie et alors qu'elle pointe à la deuxième place du classement général, elle est disqualifiée car son vélo est pesé par les commissaires à un poids de 6,52 kg au lieu des 6,8 kg réglementaires. Sa taille XXS expliquerait ce problème,.

## Palmarès
- 1991
  -  Médaillée bronze du championnat du monde sur route juniors
- 1993
  - Tour du Frioul
  - Grand Prix d'Okinawa
  -  Médaillée bronze du championnat du monde du contre-la-montre par équipes (avec Roberta Bonanomi, Alessandra Cappellotto et Michela Fanini
- 1994
  - Trofeo Alfredo Binda-Comune di Cittiglio
  - 3e et 4e étapes du Gracia Tour
  - 3e du Tour du Trentin
- 1995
  - Tour du Trentin :
    - Classement général
    - 1re et 3e étapes

  - Tour d'Italie :
    -  Classement général
    - 5e et 6e étapes

  - La Grande Boucle Féminine Internationale :
    - Classement général
    - 3e, 4e et 7e étapes

  - Trofeo Città di Schio
  - 2e du Tour de Toscane
- 1996
  -  Championne d'Italie sur route
  - Tour du Trentin :
    - Classement général
    - 3e et 6e étapes

  - Giro del Piave
  - Tour d'Italie :
    -  Classement général
    - 1re, 2e, 4e, 7e et 10e étapes

  - La Grande Boucle Féminine Internationale :
    - Classement général
    - 5e, 10e et 12e étapes
- 1997
  - 6e étape du Tour du Trentin
  - Tour d'Italie :
    -  Classement général
    - 5e, 9e et 10e étapes

  - La Grande Boucle Féminine Internationale :
    - Classement général
    - 5e, 6e et 9e étapes

  - Trofeo Città di Schio
  - 2e du Tour du Trentin
- 1998
  - Gran Premio d'Apertura
  - Flèche wallonne
  - Tour de l'Aude :
    - Classement général
    - 2e et 8e étapes

  - 1re, 3e et 4e étapes du Tour du Trentin
  - Tour d'Italie :
    -  Classement général
    - 5e, 6e et 10e étapes

  - 9e et 11e étapes de La Grande Boucle Féminine Internationale
  - 2e de La Grande Boucle Féminine Internationale
  - 2e du Tour du Trentin
  - 10e du Trophée International
- 1999
  - Tour du Trentin :
    - Classement général
    - 3e étape

  - 2e du Tour de Toscane
  - 4e de la Flèche wallonne
- 2000
  - Trofeo Alfredo Binda-Comune di Cittiglio
  - 2e étape du Tour du Trentin
  - 2e du Tour du Trentin
  - 2e du Trophée International
  - 2e de la Coupe du monde cycliste féminine de Montréal
  - 2e du Grand Prix de Suisse
  - 3e du Tour de Toscane
  - 5e de la Coupe du monde
  - 9e du Tour d'Italie
- 2001
  - Gran Premio d'Apertura
  - Trofeo Costa Etrusca
  - Tour des 6 Communes
  - Trofeo Alfa Lum
  - Flèche wallonne
  - 2e étape du Tour du Trentin
  - Trophée méditerranéen
  - 1re, 11e et 13e étapes de La Grande Boucle Féminine Internationale
  - 2e de La Grande Boucle Féminine Internationale
  - 2e du Tour du Trentin
  - 2e du Grand Prix de Suisse
  - 4e de la Coupe du monde
  - 5e du Tour d'Italie
  - 10e de la Primavera Rosa
- 2002
  - Trophée méditerranéen :
    - Classement général
    - 2e étape

  - Flèche wallonne
  - 6e étape du Tour de Midi-Pyrénées
  - Tour du Trentin :
    - Classement général
    - 2e étape

  - 2e du championnat d'Italie du contre-la-montre
  - 7e de la Coupe du monde
  - 9e du Grand Prix de Plouay
- 2003
  - 7e étape du Tour de l'Aude
  - 4e étape de l'Iurreta-Emakumeen Bira
  - 4e et 5e étapes de La Grande Boucle Féminine Internationale
  - 8e de la Flèche wallonne
- 2004
  -  Championne d'Italie sur route
  - Tour de Berne
  - Grand Prix de Finlande
  - 5e étape du Tour d'Italie (contre-la-montre par équipes)
  - 2e du Tour d'Italie
  - 3e de l'Iurreta-Emakumeen Bira
  - 5e du Grand Prix de Plouay
- 2005
  - 2e étape de Gracia-Orlová
  - 3ea étape de l'Iurreta-Emakumeen Bira
  - 1re étape du Tour de Saint-Marin
- 2006
  -  Championne d'Italie sur route
  - Tour du lac Majeur
  - Trofeo Costa Etrusca
  - Tour du Frioul
  - Iurreta-Emakumeen Bira :
    - Classement général
    - 3e étape

  - 2e du Tour de Saint-Marin
  - 6e du Tour d'Italie
- 2007
  - 5e étape du Tour de l'Aude
  - Coupe du monde cycliste féminine de Montréal
  - 4e et 5e étapes du Tour de l'Ardèche
  - 2e du Tour de l'Ardèche
  - 2e du Tour du Trentin
  - 3e du Tour du lac Majeur
  - 4e du Tour d'Italie
  - 7e de la Coupe du monde
  - 8e de la course en ligne de l'Open de Suède Vårgårda
  - 9e de la Flèche wallonne
- 2008
  -  Championne d'Italie sur route
  - Tour du Trentin :
    - Classement général
    - 2e étape

  - Tour d'Italie :
    -  Classement général
    - 4e et 7e étapes

  - Grand Prix de Plouay
  - 2e de la Coupe du monde cycliste féminine de Montréal
  - 2e du Züri Metzgete
  - 4e de la Coupe du monde
- 2009
  - 2e étape de Gracia Orlova
  - 6e étape du Tour de Thuringe
  - 2e de Gracia Orlova
  - 6e du Tour d'Italie
- 2012
  - 2e étape du Tour du Trentin
  - Memorial Cesare Del Cancia
  - 4e du Tour d'Italie
  - 7e du Grand Prix de Plouay

## Grand Tour

### Tour d'Italie
17 Participations :
- 1995: 1er,  Vainqueure du classement général,  vainqueure du classement de la montagne,  vainqueure du classement de la meilleure jeune et vainqueure des 4e, 5e étapes
- 1996: 1er,  Vainqueure du classement général,  vainqueure du classement de la montagne et des 1er, 2e, 4e, 7ea et 10e étapes
- 1997: 1er,  Vainqueure du classement général,  vainqueure du classement de la montagne et des  5e, 9e et 10e étapes
- 1998: 1er,  Vainqueure du classement général,  vainqueure du classement de la montagne et des 5e, 6e et 10e étapes
- 2000: 9e
- 2001: 5e
- 2003: 13e
- 2004: 2e
- 2005: Abandon 4e étape
- 2006: 6e
- 2007: 4e
- 2008: 1er,  Vainqueure du classement général,  vainqueure du classement de la montagne et des 4e, 7e étapes
- 2009: 6e
- 2011: 12e
- 2012: 4e
- 2013: Disqualifiées 6e étape
- 2014: 16e

## Classements UCI
| Année          | 1997 | 1998 | 1999 | 2000 | 2001 | 2002 | 2003 | 2004 | 2005 | 2006 | 2007 | 2008 | 2009 | 2010 | 2011 | 2012 | 2013 | 2014 |
| Classement UCI | 8e   | 6e   | 29e  | 14e  | 9e   | 11e  | 25e  | 27e  | 49e  | 19e  | 13e  | 5e   | 41e  | -    | 139e | 71e  | 86e  | 134e |

## Distinctions
- Médaille d'or du CONI  : 1995, 1996 et 1997
- Oscar TuttoBici : 1998, 2000, 2001, 2002, 2003, 2006 et 2008
- Premio Italia donne : 2008
- Meilleure cycliste féminine au Gala du cyclisme italien  : 2011